# PowerPC G3
PowerPC G3 é a designação usada pela Apple Computer para a terceira geração de microprocessador é RISC PowerPC da família 750 projetada e fabricado por IBM e Motorola / Freescale. O termo é muitas vezes associado por engano a um modelo de processador físico, quando na verdade ele foi aplicado a vários processadores de fornecedores diferentes.
A designação  'G3'  foi aplicada em computadores Apple Macintosh, como o PowerBook G3, o iMac s multicolorido, o iBook sy vários modelos de desktop, incluindo o Power Macintosh G3s Bege e Azul e branco. O baixo consumo e o pequeno tamanho tornaram o processador ideal para laptops. A família de processadores 750 é amplamente utilizada em dispositivos embutidos, como impressoras e equipamentos de armazenamento, naves espaciais e consoles da Nintendo, e também foi usado em outros computadores baseados em PowerPC, como o Commodore Amiga                (AmigaOne) e Pegasos.
A família 750 teve suas desvantagens, ou seja, a falta de suporte para SMP e capacidades SIMD, bem como um [FPU] relativamente fraco]. A gama de processadores Motorola 74xx continuou onde o G3 terminou.
O PowerPC G3 foi criado pela união da Apple com a IBM e a Motorola. O processador se baseia na terceira geração de processadores da linha PowerPC, porém, sua arquitetura ja é totalmente RISC.

## Processadores

### PowerPC 740/750

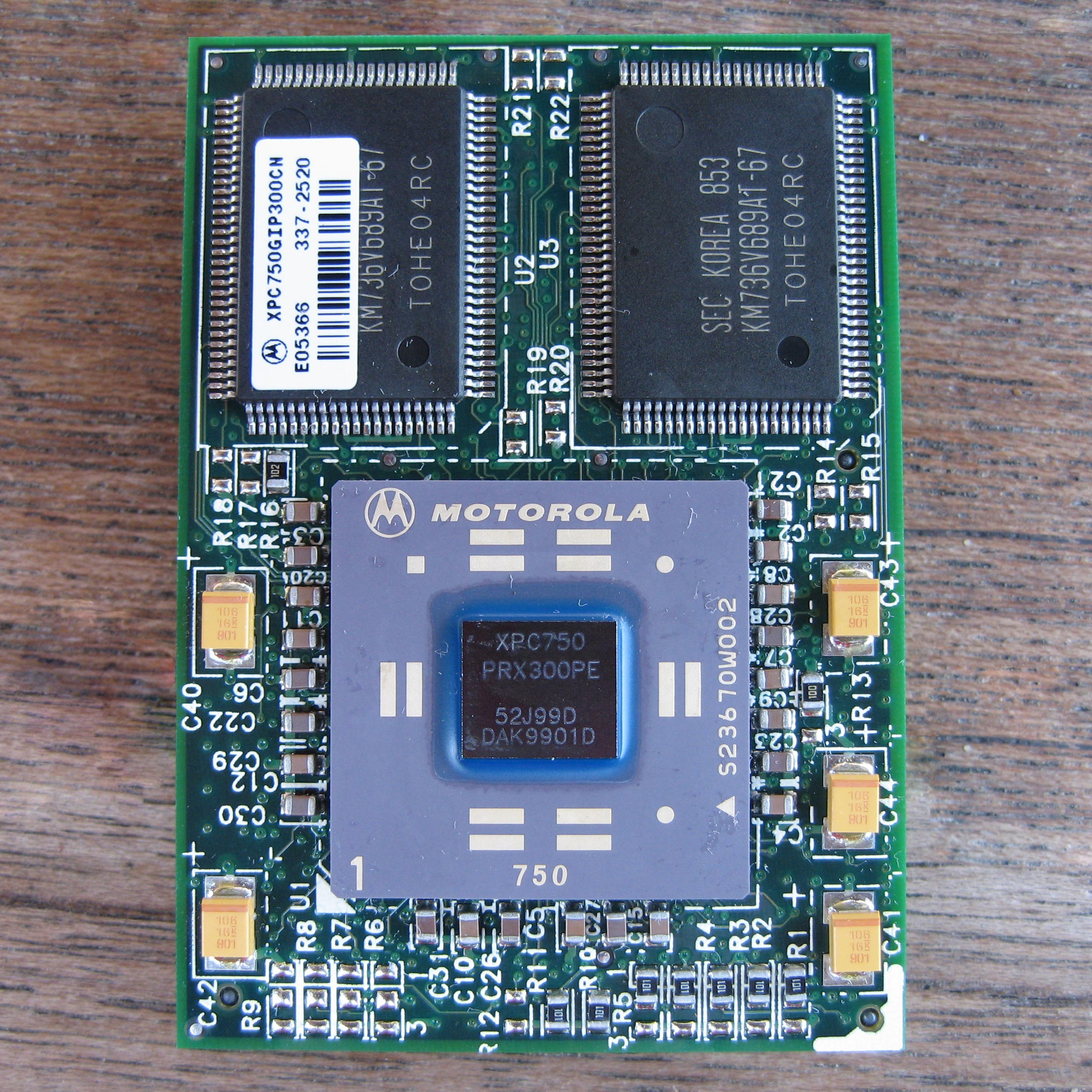
Procesador Motorola PowerPC 750 a 300 MHz com cache L2 fora do chip sobre o módulo CPU de um PowerMac G3.

O design PowerPC 740/750 (nome do código Arthur) foi introduzido no final de 1997 como uma substituição evolutiva para o PowerPC 603e. As melhorias incluíram um barramento de memória mais rápido (66 MHz), caches L1 maiores (32 KiB para instruções e 32 KiB para dados), unidades inteiras e unidades de ponto flutuante melhoradas e uma maior freqüência de núcleo. O modelo 750 também teve a opção de incluir um cache L2 externo de 256, 512 ou 1.024.
Os modelos 740/750 tinham 6,35 milhões de transistores e inicialmente foram fabricados pela IBM e Motorola em um processo de fabricação com base em alumínio. O chip mediu 67 mm² a 0,26 μm e atingiu velocidades até 366 MHz, consumindo 7,3 W. Em 1999, a IBM usou um processo baseado em cobre a 0,20 μm, o que aumentou a freqüência para 500 MHz e diminuiu o consumo de energia para 6 W eo tamanho do chip para 40 mm².
O PPC 740 superou ligeiramente o Pentium II consumindo muito menos energia e sendo menor. O cache L2 fora do chip aumentou o desempenho em aproximadamente 30% na maioria dos casos. O design foi tão bem sucedido que logo superou o desempenho do desempenho PowerPC 604e, então o sucessor planejado do 604 foi cancelado.
O PowerPC 750 foi usado em muitos computadores da Apple, incluindo o iMac original.
[[Imagen:PPC750CXEHP55-3 01.jpg|thumb|Um PowerPC 750CXe a 533 MHz em uma BGA de alto rendimento.]]

### PowerPC 750CXe
O 750CXe (codinome  Anaconda ), lançado em 2001, foi uma pequena revisão do 750CX que aumentou sua freqüência até 700 MHz e a do barramento de memória de 133 MHz (a partir de 100 MHz). O 750CXe também teve um melhor desempenho em ponto flutuante do que o 750CX.
Vários modelos de iBook e o mais recente iMac baseado em G3 usaram esse processador.
Uma versão de baixo custo do 750CXe, chamada 750CXr, estava disponível em freqüências mais baixas.

#### Gekko
Gekko é o CPU console de jogos customizado Nintendo GameCube. Baseia-se em um PowerPC 750CXe e acrescenta cerca de 50 novas instruções, bem como uma FPU modificada capaz de determinadas funcionalidades SIMD. Possui 256 KiB de cache L2 integrado, opera a 485 MHz com barramento de memória a 162 MHz e é fabricado pela IBM em um processo a 180 nm. Tem um tamanho de 43 mm².

### PowerPC 750FX
O 750FX (nome de código  Sahara ) foi lançado em 2002 e aumentou a freqüência para 900 MHz, a velocidade do ônibus para 166 MHz e o cache L2 integrado para 512 KiB. Também incluiu uma série de melhorias no subsistema de memorando: um controlador de barramento melhorado e mais rápido (200 MHz), um barramento de cache L2 mais largo e a capacidade de bloquear porções do cache L2. É fabricado usando um processo à base de cobre de 0,13 μm com low-κ dielectric e tecnologia SOI. O 750FX tem 39 milhões de transistores, um tamanho de 35 mm² e consome menos de 4 W a 800 MHz sob cargas típicas. Foi o último processador G3 usado pela Apple.
Uma versão de baixo consumo do 750FX está disponível sob o nome 750FL.

### PowerPC 750GX
O 750GX (nome de código "Gobi"), introduzido em 2004, é o mais recente e mais poderoso processador G3 da IBM. Possui um cache L2 integrado de 1 MiB, uma freqüência máxima de 1.1 GHz e suporta velocidades de barramento de até 200 MHz, entre outras melhorias em relação ao 750FX. É fabricado usando um processo à base de cobre a 0,13 μm com low-κ dielectric e tecnologia SOI. O 750GX tem 44 milhões de transistores, um tamanho de 52 mm² e consome menos de 9 W a 1 GHz sob cargas típicas.
Uma versão de baixo consumo do 750GX está disponível com o nome 750GL.

### PowerPC 750CL
O 750CL é uma evolução do 750CXe, com velocidades entre 400 MHz e 1 GHz e um barramento de sistema de até 240 MHz, cache L2 com  prefetching  (pesquisa avançada) e novas instruções relacionadas ao tratamento de gráficos para melhorar o desempenho. Como as funções relacionadas aos gráficos são muito semelhantes às do processador Gekko, é muito provável que o 750CL seja uma simplificação desse processador para fins gerais. O 750CL é fabricado usando um processo à base de cobre a 90 nm com low-κ dielectric e tecnologia SOI. Tem 20 milhões de transistores e uma área de superfície de 16 mm². Consome 2,7 W a 600 MHz e 9,8 W a 1 GHz.

#### Broadway
thumb|Procesador Broadway fabricado em East Fishkill (Nova York), embora encapsulado na fábrica da IBM no Canadá, como indicado pelo texto na capa metálica.
Acredita-se, embora não confirmado, que o processador incluído no console de videogames Nintendo Wii é um 750CL ou uma versão modificada do mesmo. Por exemplo, foi relatado para operar a uma velocidade de 729 MHz, freqüência não suportada por um convencional 750CL. Mede apenas 4,2 × 4,5 mm (18,9 mm²), menos da metade do tamanho do microprocessador Gekko (43 mm²) incorporado nas primeiras versões do Nintendo GameCube. O chip pode incorporar mais instruções ou mais suporte SIMD, como nas modificações feitas no Gekko de 750CXe.

## Futuro
A IBM parou de publicar seus planos para a família 750, a fim de se promover como vendedor de processadores personalizados. Dado os recursos da IBM, o kernel 750 continuará a ser produzido com novos recursos sempre que houver um comprador. No entanto, os detalhes disponíveis em arquiteturas como a Broadway e a Gekko mudam, e não está claro como esses projetos se relacionam com a "família" original 750.
Em particular, a IBM não fez planos públicos para produzir um processador 750 com uma melhor tecnologia de fabricação que 90 nm, relegando-o efetivamente ao nicho de processadores competitivos em mercados como dispositivos de rede.
Freescale abandonou praticamente todos os 750 projetos a favor dos baseados no kernel e500 ( PowerQUICC III).